# Grdanica
Grdanica (cyr. Грданица) – wieś w Serbii, w okręgu jablanickim, w mieście Leskovac. W 2011 roku liczyła 525 mieszkańców.